# طفل متوحش

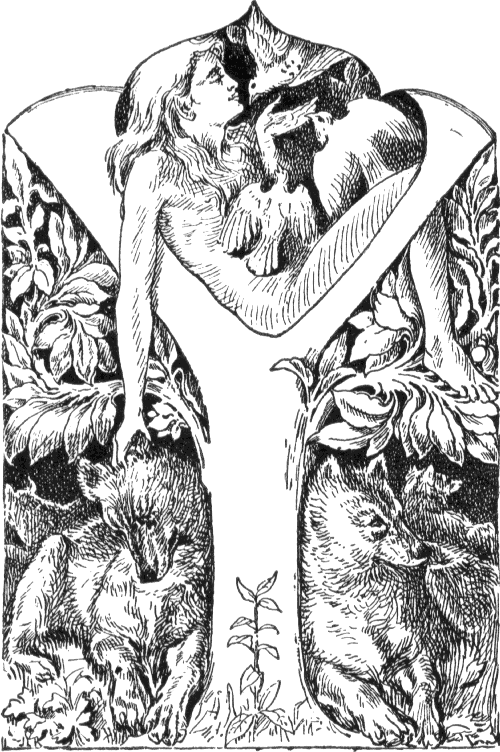
ماوكلي قصة خيالية لفتي عاش بين الادغال

الطفل المتوحش- ويطلق عليه أيضًا (الطفل الوحشي)، أو(الطفل البري)، وهو عبارة عن اصطلاح يطلق على الطفل الذي يعيش معزولاً عن الاتصال البشري من سن مبكرة جدا، وبعيداً عن مفهوم الأسرة ودلالاتها، وما توفره من الرعاية، والمحبة, والسلوك الاجتماعي. والأهم من ذلك الحرمان من لغة التخاطب. وبشكل عام افتقاره إلى أساسيات التنشئة الاجتماعية الأولية والثانوية.
ويستخدم هذا الاصطلاح أيضًا للإشارة إلى الأطفال الذين تعرضوا لإساءة أو صدمة، قبل هروبهم أو التخلي عنهم، والذين يتم تصويرهم في الغالب، على أنهم نشأوا على يد الحيوانات.

## الوصف
يفتقر الأطفال المتوحشون إلى المهارات الاجتماعية الأساسية، والتي بتم تعلمها من خلال عملية التثاقف، فقد لا يتمكنون -مثلاً- من تعلم استخدام المرحاض، كما أنهم قد يواجهون صعوبة في المشي بشكل منتصب بعد أن مضوا فترة طويلة يمشون على أربع مثل بقية الحيوانات، بالإضافة إلى عدم اهتمامهم بالنشاط البشري من حولهم، وغالبًا ما يبدو أنهم يعانون من إعاقة ذهنية ويواجهون صعوبات من الصعب التغلب عليها في عملية تعلم اللغة البشرية، حبث أنهم، وفقًا لبعض وجهات النظر قد تخطوا الفترة المحددة من العمر لاكتساب اللغة، أو ما يسمى بفرضية الفنرة الحرجة.
والمعرفة العلمية حول الأطفال المتوحشين تكاد تكون قليلة، وبقال أن أفضل الحالات الموثقة، التي تعبر عن الأطفال المتوحشين، هي حالة الاختين "أمالا وكامالا"، واللتان تم وصفهما في عام 1926م، بأنه قد تمت تربيتهما في بيئة الذئاب في غابة بالهند. غير أن هناك من يشكك في مدى صدق هذه الحالة، فهناك مثلاً الجراح الفرنسي سيرج أورليس، الذي وصف الحالة برمتها على أنها نوع من الاحتيال، وأن الهدف منها هو جمع المزيد من أموال التبرعات، وهناك أيضًا عالم نفس الأطفال برونو بيتليهايم، الذي اشار إلى أن أمالا وكامالا ولدتا معاقتين عقليًا وجسديًا. وعلى الرغم من ذلك فهناك دراسات علمية حول الأطفال المتوحشين، مثل حالة الطفلة الأمريكية جيني المولودة في عام 1957م. والتي كانت ضحية لإساءة معاملة شديدة، واهمال وعزلة اجتماعية.

## تاريخ

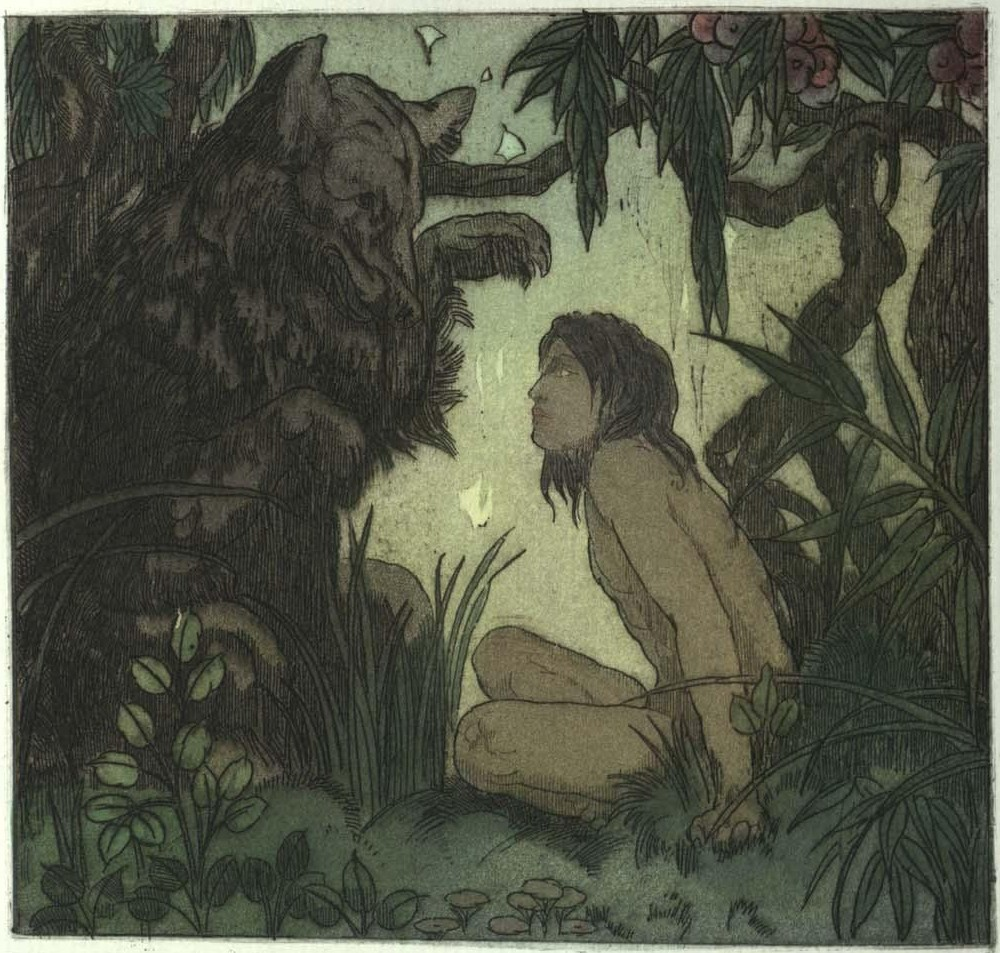

قبل القرن السابع عشر، كانت قصص الأطفال المتوحشين قاصرة عادة على الأساطير والخرافات، وفي تلك الفصص كان تصوير الأطفال المتوحشين يشمل الصيد بحثًا عن الطعام ، والمشي على أربع بدلاً من أثنتين وعدم معرفة اللغة. وقد كان هؤلاء الأطفال محل اهتمام من قبل الفلاسفة والعلماء، والذين بدأو في طرح العديد من التساؤلات من قبيل: هل تمثل هذه النوعية من الأطفال جزء من نمط مختلف من العائلة البشرية؟ وقد تم أخذ مثل هذه التساؤلات على محمل الجد، وبدأ العلم خلال القرنين الثامن عشر، والتاسع عشر تسمية وتصنيف البشر ومحاولة فهم العالم الطبيعي، كما حاول علماء النفس في القرن العشرين التمييز بين السلوك البيولوجي والثقافة، وقد تم تقديم الأطفال المتوحشين الذين يعيشون في عزلة أو مع الحيوانات كمثال لهذه المعضلة.

## روايات صحفية عن أطفال تربوا في بيئات حيوانية
هناك العديد من الروايات الصحفية، التي تتضمن فصص أو إشارات إلى أطفال متوحشين تم تربيتهم في بيئات حيوانية متنوعة، ويمكن توضيح ذلك من خلال الآتى:

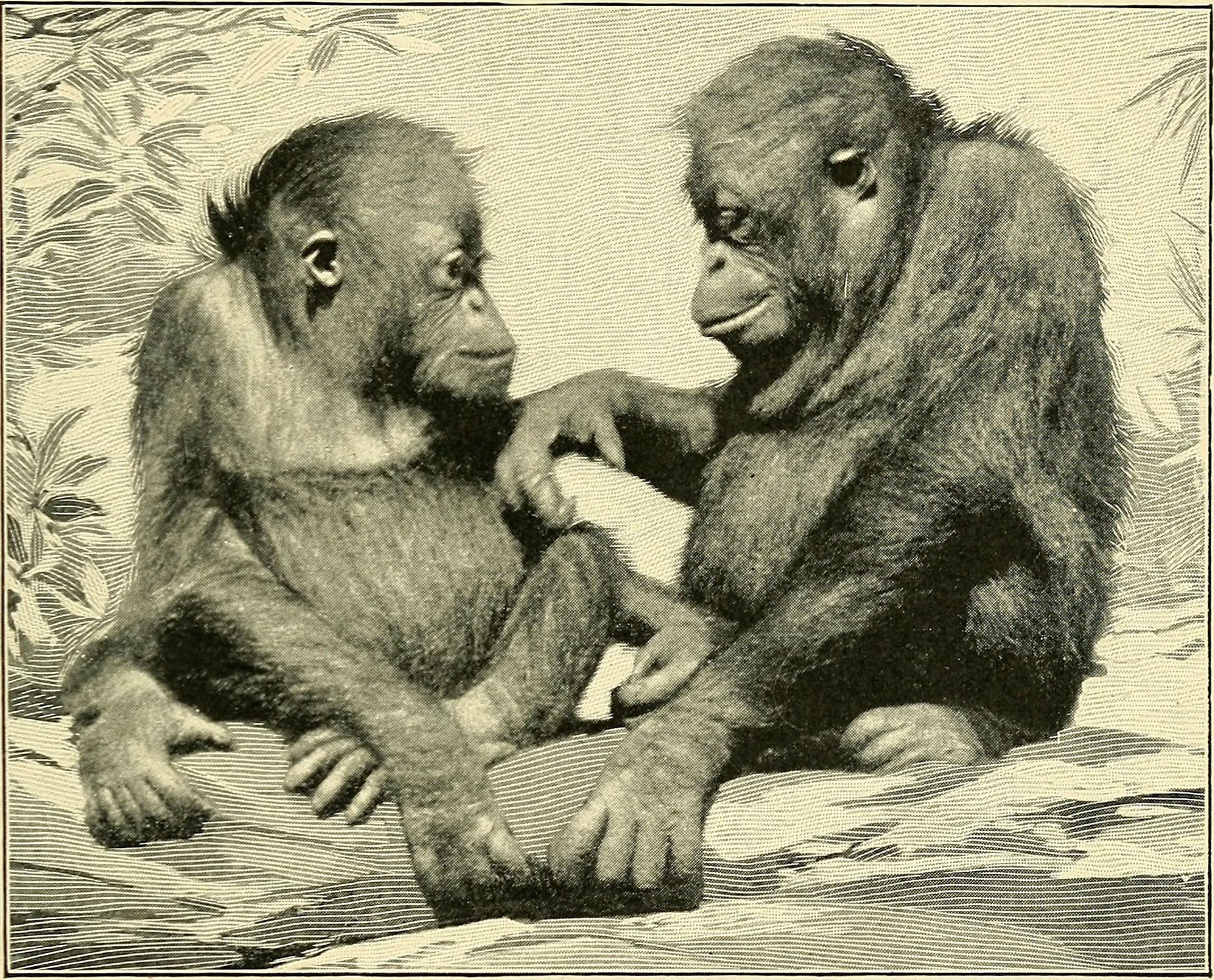

### أطفال تربوا مع القرود
- لوكاس- وهو طفل من جنوب أفريقيا، نشأ وتربى على يد مجموعة من قرود البابون، وقد تم العثور على هذا الصبي غام 1903م.[9]
- مارينا شابمان- وهي إمرأة كولمبية أدعت أنها قد عاشت فترة من حياتها المبكرة، تقريبًا ما بين الخامسة إلى التاسعة من عمرها، في الغابة مع قرود الكابوشين، وذلك عقب عملية أختطاف فاشلة تعرضت لها عام 1954م[10]، والمستغرب في الأمر، أن هذه المرأة تزوجت وأنجبت أطفالاً وعاشت حياتها الطبيعية دون أية مشاكل، وهو أمر غير معتاد بالنسبة للأطفال المتوحشين.
- جون- وهو صبي تم اكتشافه عام 1974م، في غابة بوروندي مع مجموعة من القرود الرمادية.
- روبرت ماينجا، يفترض أنه عاش مع قرود الفرقت لمدة ثلاث سنوات بعدما فقد والديه في الحرب الأهلية الأوغندية وهو في سن الثالثة من عمره، وقد تم العثور عليه من قبل جنود المقاومة الوطنية.[11]
- ساترداي مثيان، أو (ميفوني)- صبي تم العثور عليه عام 1987م، وهو في سن الخامسة من عمره، بعد أن أمضى حوالي عام في صحبة القرود في كوازواو نال بجنوب أفريقيا. ولم يكن مثيان قادرًا على التحدث، وكان مازال يمشي ويقفز مثل القرود، ولم يتناول طعامًا مطبوخًا أبدًا، كما أنه كان رافضًا مشاركة الأطفال في اللعب.[12]
- جون سيبونيا- طفل من أوغندا قام والده بقتل والدته ثم شنق نفسه، قادته الظروف للعيش مع قرود الفرقت لمدة عامين، تعلم خلالها كيفية البحث عن الطعام ، وتم إعادته إلى الحياة الحضرية وهو في السابعة من عمره، وكانت أشكال التواصل الوحيدة القادر عليها هي البكاء والمطالبة بالطعام، والمثير في قصته أنه تعلم بعد ذلك القدرة على الكلام الكامل، ومثل أوغندا مرتين في الألعاب الأولمبية.[13]

### أطفال تربوا مع الذئاب
- أطفال الذئاب الهيسنيون[14]، وهو عبارة عن ثلاثة أطفال عاشوا مع الذئب الأوراسي في غابة هيسن، وبيانهم كالتالي:

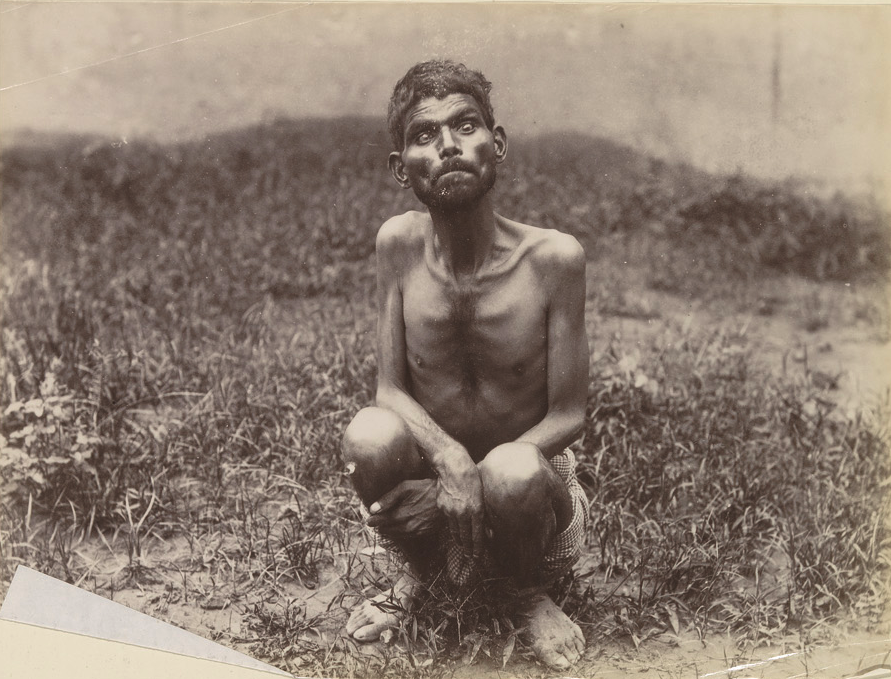

1. الطفل الأول تم العثور عليه من قبل الرهبان البينديكتين وهو في سن السابعة أو الثامنة من عمره، بعد أن قضى حوالي اربع سنوات مع الذئاب، والتي أعتنت به، وكانت تطعمه أفضل اللحوم من الصيد، تم ارساله لاحقًا إلى بلاط الأمير هنري ، وتعود هناك على المجتمع البشري، غير أنه كان يصرح أحيانًا أنه يفضل العيش مع الذئاب.[15]
2. الطفل الثاني قاوم القبض عليه وعض وخدش نفسه، واستمر في الركض على أطرافه الأربعة وأختبأ أسفل مقعد، ورفض أي طعام فدم له، ومات بعد فترة وجيزة من العثور عليه.[15]
3. أما الطفل الثالث فكان يعيش مع الذئاب في منطقة غابات كثيفة، تعرف ياسم "هارت" لمدة 12 عامًا، وتم العثور عليه بالقرب من مزرعة إيشتزبل في ويتيراو من قبل النبلاء الذين استخدموا المنطقة كأماكن صيد.[16]

- طفل هاسونبور، تربى على يد الذئاب، وكان داكن البشرة ومغطى بشعر قصير، وكان يأكل اللحوم النيئة والمطبوخة، عاد إلى بلدته وهو في سن الثانية عشرة من عمره، سرعان ما تعلم المشي، وإشارات اليد، غير أنه لم يتحدث أبدًا.[15]
- دينا سانشار- تم اكتشافه بين الذئاب في كهف في سيكاندرا بالهند عام 1872م وهو في سن السادسة، عاش بين البشر لأكثر من عشرين عامًا، تعلم أشياء كثيرة ومنها التدخين، غير أنه لم يستطع تعلم الكلام أبدًا.
- ماركوس رودريجز بانتوجا- عاش مع الذئاب لمدة 12 عامًا في جبال جنوب إسبانيا.[17]

### أطفال تربوا مع الكلاب
- أوكسانا مالايا- فتاة أوكرانية كانت تبلغ من العمر ثمان سنوات عندما تم العثور عليها عام 1991م، عاشت مع الكلاب الروسية السوداء، المعروفة أيضًا باسم تشورني تيرير لمدة ست سنوات، وذلك بعد الاهمال الذي وجدته من والديها مدمنا الكحوليات وهي ما بين الثانية والثالثة من عمرها. كان سلوك مالايا يشبه الكلاب أكثر من البشر، حيث كانت تمشي على أربع وتنبح، وتكشف عن أسنانها، وبعد فترة خففت أوكسانا من سلوكها الشبيه بالكلاب وتعلمت التحدث بطلاقة، إلا أنها ظلت تعاني من إعاقة فكرية إلى حد ما.[18]
- إبفان ميشوكوف- طفل روسي عاش مع الكلاب لمدة عامين، وذلك بعد أن هرب من والدته وصديقها مدمن الكحول وهو في سن الرابعة من عمره. أنقذته الشرطة الروسية عام 1998م وهو في سن السادسة، ولأنه لم يعش مع الكلاب طويلاً، فسرعان ما تعلم المهارات اللغوية، والتحق فيما بعد بالمدرسة العسكرية وخدم في الجبش الروسي.[19]
- ترايان كلدارار- طفل روماني، والمعروف أيضًا باسم "فتى الكلب الروماني" أو "ماوكلي"، تم العثور عليه عام 2002م، وهو في سن السابعة من عمره، بعد إعادته ورعايته، كان ترايا في الغالب، ينام تحت السرير، ويريد أن يأكل طوال الوقت.[20]
- أندريه تولستيك- تربي على يد الكلاب في منطقة نائية من سيبيريا، وعندما تم إعادته كان لديه العديد من الخصائص والسمات الخاصة بالكلاب، فكان يمشي على أربع، وكان يشم طعامه قبل الأكل، كما أنه كان يعض الناس.[19]
- مادينا- طفلة روسية عاشت مع الكلاب منذ ولادتها، تم العثور عليها عام 2013م وهي في الثالثة من عمرها ، وذلك بعدما تخلى عنها والديها بسبب الإدمان، وعندما تم العثور عليها كانت بدون ملابس تغطيها وكانت منخرطة في سلوك يشبه سلوك الكلاب بما في ذلك مضغ العظام، وقد أكد الأطباء بعد ذلك أنها يمكن أن تعود لطبيعتها العقلية والجسدية.[18]

هذا، بالإضافة إلى وجود أطفال متوحشين تم تربيتهم من قبل الدببة، مثل الطفل الدانمركي، الذي تم اكتشافه عام 1619م، والذي كان يعيش مع الدببة في منطقة مشجرة، وقيل أنه لم يكن يفرق شيئاً عن الدببة سوى شكله. وهتاك الطفل البولندي، الذي عثر عليه في غابات ليتوانيا عام 1663م وهو في سن التاسعة تقريبًا، حيث كان يعيش مع الدب البني الأوراسي، وقد تعلم هذا الطفل بعد إعادته المشي منتصبًا وأكل اللحوم، لكنه كان يكره ارتداء الملابس، ولم يستطع التحدث ابدًا.
وهناك أيضًا أطفال متوحشين تم تربيتهم بين الأغنام، مثل الصبي الأيرلندي الذي ذكره نيكولاس تولب في إحدى مؤلفاته، والذي رفض الطعام العادي وكانت لديه قدرة عالية على تحمل درجات الحرارة الشديدة. وهناك طفل قيرغيستان، والذي يعرف باسم "صبي الغنم" والذي عاش بين الغنم لمدة ثمان سنوات. وهناك من الأطفال من تربي بين الماشية، ومنهم أيضًا من تربي بين الماعز، مثل الطفل دانييل الملقب بفتى الماعز. والذي كان يشرب حليب الماعز وكان يأكل الجذور والتوت.

## حالات أخري لأطفال متوحشين
- جان دي لييج، والذي وصفه الفيلسوف الطبيعي كينيلم ديجبي في أحد مؤلفاته، حيث أختبأ جان في الغابة مع زملائه القرويبن وهو في سن الخامسة من عمره؛ هربًا من حرب كانت مشتعلة في المنطقة، وبعد أنتهاء القتال بقي جان في الغابة لمدة 16عامًًا أخري دون أي اتصال بشري، وخلال هذا الوقت أصبحت حواسة حادة بشكل لا يصدق، وعندما تم إعادته وهو في سن 21 عامًا، وجد أنه بدون ملابس ومغطى بالشعر وغير قادر على الكلام، واندمج بعد ذلك في المجتمع البشري وتعلم الكلام، ولكنه فقد الحدة التي كانت موجودة في حواسة.[22]
- آنا ماريا جينارت- ولدت في 1698م، وتم اختطافها في عام 1700م، قبل أن تكمل عامها الثاني، وعندما تم إعادتها وجد أنها غير قادرة على الكلام وتتغذى على أوراق الشجر والعشب، اندمجت بعد ذلك في المجتمع ولكنها لم تتحدث أبدًا.[15]
- العديد من الأطفال في جبال البرانس، حيث كانوا يسكنون الصخور ويسيرون على أربع وبقفزون من صخرة إلى أخري، ومنهم فتاة إيسو، التي فقدت في غابات جبال البرانس مع أصدقائها في سن الثامنة، وتم العثور عليها وهي في سن 16عامًا.[23][24]
- ماري أنجيليك- طفلة برية مشهورة في القرن الثامن عشر في فرنسا، كانت تعرف باسم الفتاة البرية في مقاطعة شامبانيا، أوعذراء شالون، أو الطفلة البرية في سونجي. وقد عاشت الفتاة في غابات فرنسا لمدة عشر سنوات، ما بين التاسعة والتاسعة عشر، وتظهر الوثائق أنها تعلمت القراءة والكتابة، مما يجعل منها نمط فريد بين أقرانها من الأطفال المتوحشين.

## الأسطورة والخيال والثقافة الشعبية المتعلقة بالأطفال المتوحشين

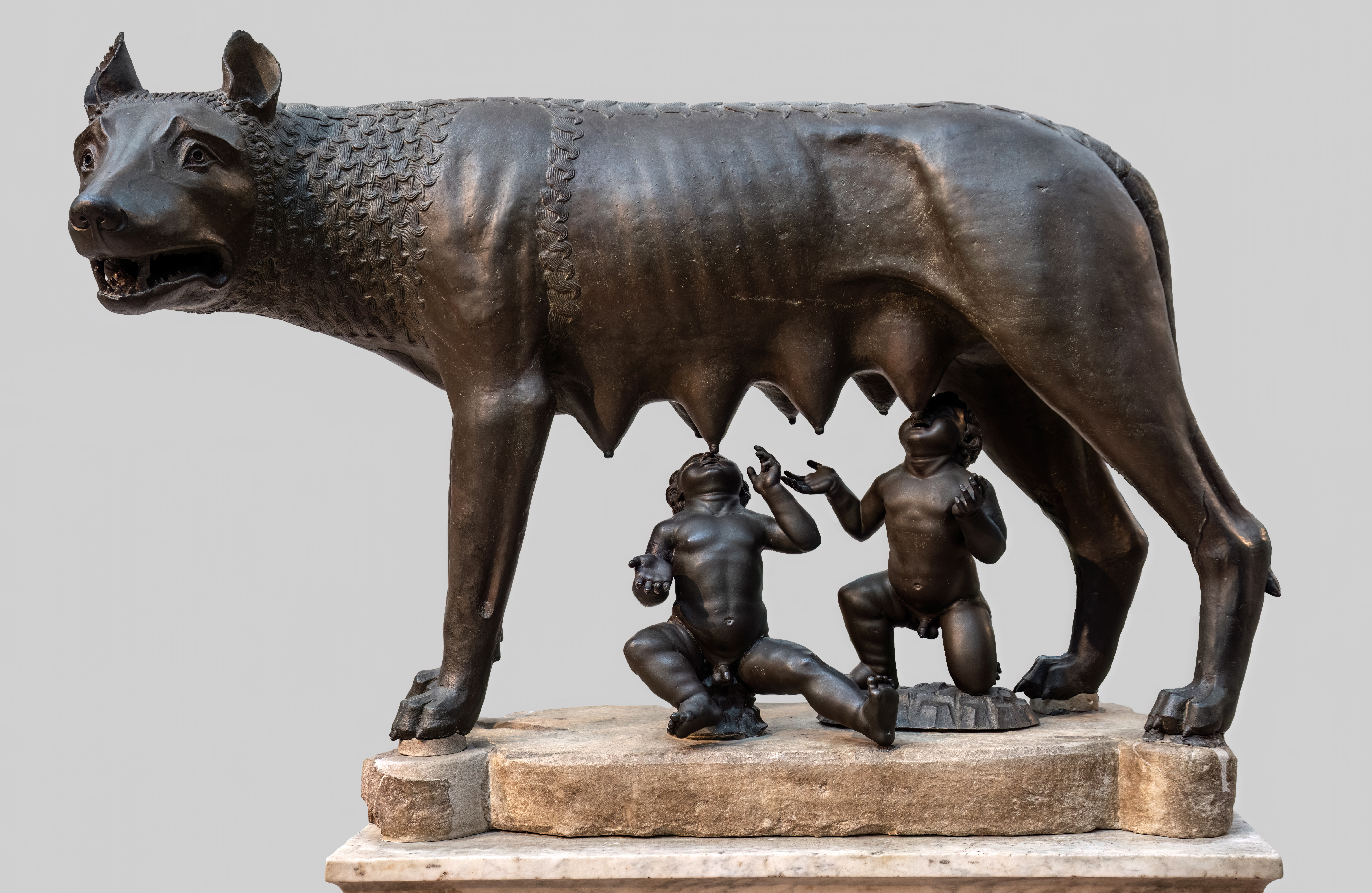

الأساطير، والخرافات، والقصص الخيالية تصور أطفالاً متوحشين، تم تربيتهم على يد الحيوانات البرية، مثل الذئاب والقردة والدببة، ومن الأمثلة الشهيرة في ذلك: رومولوس وريموس، حي بن بقظان لابن طفيل، كاميل لابن النفيس، ماوكلي لروديارد كبلينج، طرزان لإدغار، رايس يوروز، وأساطير أتلانتا.
تحكي الأسطورة الرومانية أن ذئبة قامت بإرضاع رومولوس وريموس، وهما ابنا ريا سيلفيا ومارس التوأم. كانت ريا سيلفيا كاهنة، وعندما اكتشف الملك أموليوس، الذي اغتصب عرش أخيه، أنها كانت حاملاً وأنجبت أطفالاً، أمر بدفنها حية وقتل الأطفال. وقام الخادم الذي أُعطي الأمر بوضعهم في سلة على نهر التيبر بدلاً من قتلهما، وأخذ تيبيرينوس، إله النهر، الأطفال إلى الشاطئ حيث وجدتهم ذئبة وربتهم حتى اكتشفهم راعي يدعى فاوستولوس وهم أطفال صغار. قام هو وزوجته أكا لارينتيا، التي كانت تريد دائمًا طفلًا ولكنها لم تنجبه أبدًا، بتربية التوأم، اللذين سيظهران لاحقًا بشكل بارز في الأحداث التي أدت إلى تأسيس روما.
وغالبًا ما يتم تصوير الأطفال الأسطوريين والخياليين على أنهم يكبرون بذكاء، ويمتلكون العديد من المهارات البشرية، مع إحساس فطري بالثقافة والحضارة إلى جانب جرعة صحية من غرائز البقاء. كما يبدو اندماجهم في المجتمع البشري سهل نسبيًا، وأحد الاستثناءات الجديرة بالملاحظة في ذلك هو موكلي الذي ثبت أن العيش مع البشر كان صعبًا للغاية بالنسبة له.

## انظر ايضًا
- تطور الطفل.
- قصر القامة النفسي.
- أطفال شوارع.
- فرضية الفترة الحرجة.
- ماوكلي.
- رومولوس وروموس.